# 宇津呂鹿太郎
宇津呂 鹿太郎（うつろ しかたろう）は、日本の怪談師、作家。
尼崎にある怪談売買所を拠点に活動する。
怪談売買所では100円払えば怪談を聞くことができ、逆に怪談を話せば100円が貰える。

## ポッドキャスト
- 100円で買い取った怪談話

　怪談売買所で買い取った怪談を体験者の許可のもと、体験者が怪異譚を語る音声の後宇津呂鹿太郎氏によるその怪異譚についての解説がなされるという構成のポッドキャストである。番組はPitPaが制作している。放送は2021年3月4日に0話が配信され2022年12月14日に最終話が配信されている。
- 100円で集めた怪談話

　100円で買取った怪談話が話せるくらいの質のいい話が不足したことにより終了、その後しばらくして始まった続編となるポッドキャスト。

## 作品
- 『怪談売買録 死季』竹書房
- 『兵庫の怖い話───ジェームス山に潜む老紳士───』TOブックス
- 『怪談売買所〜あなたの怖い体験、百円で買い取ります〜』ライツ社